# XVIII легион
XVIII легион (лат. Legio XVIII) или, как указано в одной надписи, XIIX легион (лат. Legio XIIX) — римский легион эпохи республики и империи.
Был основан, вероятно, в 41/40 году до н. э. Предположительно, подразделение участвовало в гражданских войнах последних лет республики, походах в Германию. Легион был разгромлен в Тевтобургском лесу в 9 году. Возможно, имел прозвище «Германский» или «Галльский».
Эмблема легиона неизвестна.

## История легиона
Существует немного сведений об истории XVIII легиона. Один восемнадцатый легион сражался под руководством проконсула Киликии Публия Корнелия Лентула Спинтера в 56—53 годах до н. э. Возможно, он идентичен XVIII легиону, разгромленному в Тевтобургском лесу.
Во время гражданской войны 49—45 годов до н. э., происходившей между Гаем Юлием Цезарем и Гнеем Помпеем Великим, в армиях противоборствующих сторон были легионы с номером XVIII, однако неизвестно, что с ними стало, хотя вполне вероятно, что восемнадцатый легион Помпея был идентичен легиону Лентула Спинтера. Было высказано мнение, что легионы Цезаря, которыми командовал Гай Скрибоний Курион, были уничтожены в Африке, но оно, всё же, гипотетично. Более вероятной представляется версия, что подразделение было основано в 41 или 40 году до н. э. после битвы при Филиппах, в ходе которой потерпели поражение убийцы Цезаря Кассий и Брут. Основателем легиона, очевидно, был наследник Цезаря Октавиан, которому требовались новые формирования для борьбы с захватившим Сицилию Секстом Помпеем, угрожавшим прервать поставки зерна в Рим. Набрано подразделение, по всей видимости, было из ветеранов войска Брута и Кассия. Из надписей можно сделать вывод, что другие новобранцы происходили из Северной Италии. Нельзя исключать и того, что XVIII легион может отождествляться с XVIII Ливийским легионом (лат. Legio XVIII Libyca) армии Марка Антония.
В 30 или 14 году до н. э. ветераны легиона были поселены в венетийском городе Атесте, что наводит на мысль о том, что часть рекрутов были выходцами из Цизальпийской Галлии. Тем не менее, несмотря на то, от какого подразделения восемнадцатый ведет свое начало — легиона Спинтера, Цезаря, Помпея или Антония, в какой-то момент времени (быть может, в 15 году до н. э.), он был переброшен на рейнскую границу вместе с XVI Галльским и XVII легионами. Вполне возможно, но опять же это всего лишь гипотеза, что восемнадцатый в течение некоторого времени между битвой при Акциуме и передислокацией на Рейн находился в Аквитании.
XVIII легион, предположительно, принимал участие в германских походах Друза и Тиберия. В ту эпоху он, по всей видимости, дислоцировался в Кастре Ветере. Другими местами, где мог находиться легион, являются Обераден или Хальтерн. В 6 году Тиберий повел армию из восьми легионов (VIII Августов, XV Аполлонов, XX Валериев Победоносный, XXI Стремительный, XIII Парный, XIV Парный и XVI Галльский и ещё один неизвестный) против царя маркоманнов Маробода с юга в то же время как I Германский, V Жаворонков, XVII, XVIII и XIX должны атаковать с севера. Этой масштабной кампании помешало Великое Иллирийское восстание. Спустя три года, XVIII легион был уничтожен вместе с XVII и XIX легионами в Тевтобургском лесу восставшими германцами, над которыми предводительствовал Арминий. В сражении погиб также и наместник Германии Публий Квинтилий Вар. Орел легиона был возвращен при Тиберии или Калигуле. В память о несчастье, постигшем XVIII легион, его номер больше не присваивался другим легионам.
Три человека, служивших в XVIII легионе, известны по именам: военный трибун Гай Помпей Прокул из Рима, центурион Марк Целий, павший в битве в Тевтобургском лесу (его кенотаф хранится в музее в Ксантене) и простой легионер Тит Атидий Порцион из Атесте.